# Nacho Pais
Ignacio Pais Mayán (Quilmes, Argentina, 30 de mayo de 2000) más conocido como Nacho Pais, es un futbolista argentino que juega de centrocampista en el Danubio FC del Campeonato Uruguayo. 

## Trayectoria
Nacido en Quilmes y criado en Wilde, es un centrocampista formado en las inferiores del Racing Club de Avellaneda pasando desde la categoría pre-infantíles hasta llegar a debutar en reserva, en donde estuvo 10 años de su formación como futbolista. Con edad de séptima división, sería internacional con la Selección de fútbol sub-17 de Argentina. En 2018, llegó a España para jugar su última temporada de juvenil en el Club Deportivo Diocesano de la División de Honor Juvenil. 
En agosto de 2019 durante su primer año sénior, firma por el CF La Solana de la Tercera División de España. en el cual juega únicamente media temporada.
En enero de 2020, llega al FC Cartagena para jugar en su filial de la Tercera División de España, pero apenas pudo disputar 6 partidos por el parón de la pandemia; llegando a debutar en un partido amistoso con el primer equipo contra el CSKA Moscú en el Estadio Cartagonova.
En la temporada 2020-21, en las filas del FC Cartagena B disputa 24 partidos, llegando a jugar las eliminatorias de la eliminatoria de ascenso a la Segunda Federación y siendo el capitán del filial blanquinegro.
En julio de 2021, firma libre por el Antequera CF de la Segunda Federación, con el que disputa 35 partidos.
En agosto de 2022, el FC Cartagena abona el monto de su cláusula de rescisión para desvincularse del Antequera CF y comandar nuevamente el FC Cartagena B en la Segunda Federación.
El 10 de septiembre de 2022, hace su debut profesional con el primer equipo del FC Cartagena en la Segunda División de España, en un encuentro frente al Albacete Balompié que acabaría con victoria por dos goles a uno.
El 3 de julio de 2023, firma por el Antequera CF de la Primera Federación.

## Clubes
| Club           | País   | Año       |
| -------------- | ------ | --------- |
| CF La Solana   | España | 2019      |
| FC Cartagena B | España | 2020-2021 |
| Antequera CF   | España | 2021-2022 |
| FC Cartagena B | España | 2022-2023 |
| FC Cartagena   | España | 2022-2023 |
| Antequera CF   | España | 2023-2025 |